# Дарницкий район
Да́рницкий район (укр. Дарницький район) — один из десяти районов Киева, находится на левом берегу Днепра.

## Описание

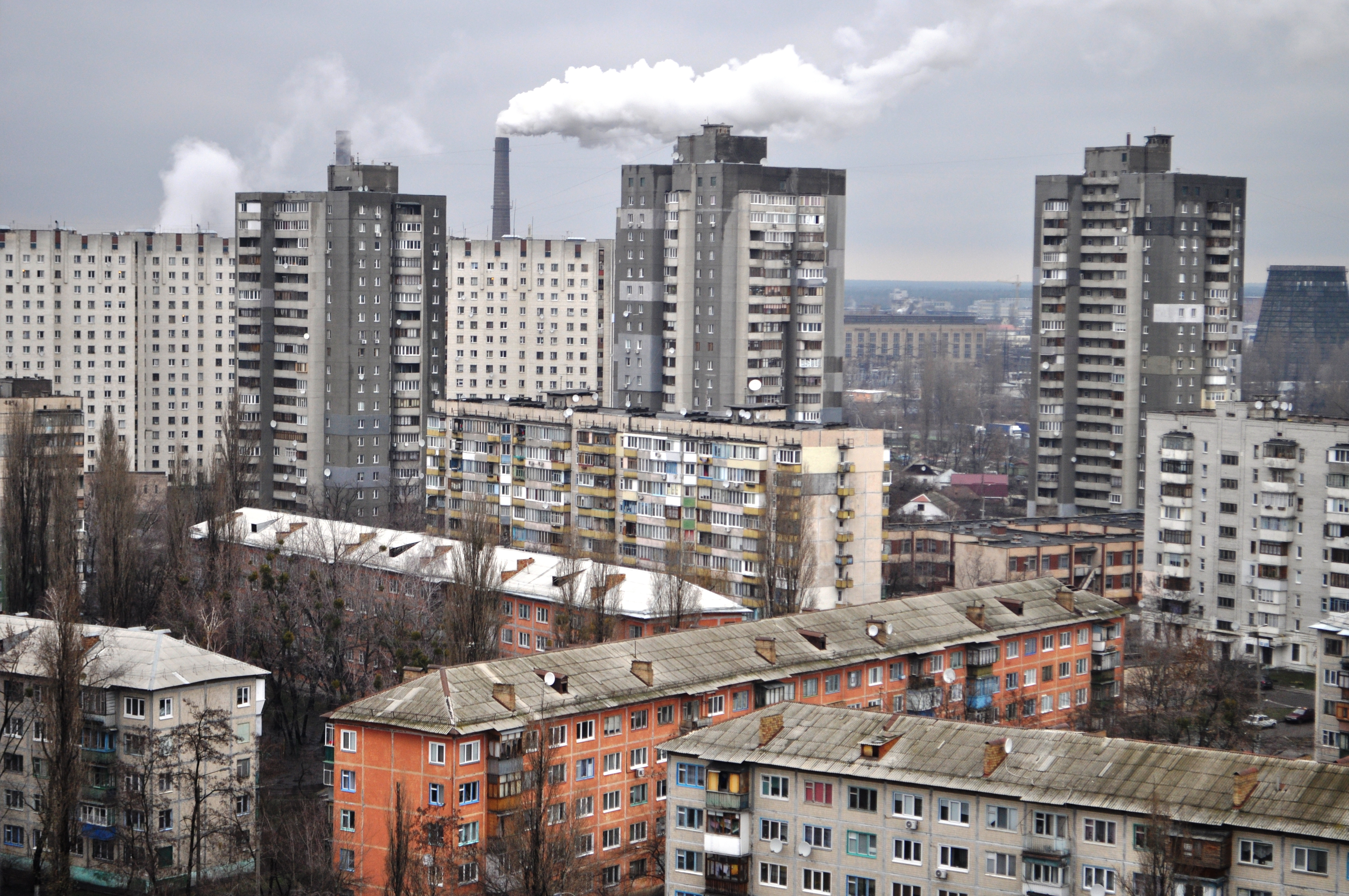
2010

Общая площадь района составляет 133,63 кв. км (15,6 % общей площади Киева); улиц и переулков — 204; площадь зелёных насаждений составляет 1303,6 га; площадь водного бассейна — 556,1 га (озёр — 32; искусственных водоёмов — 12; прудов — 8).
В районе, где проживает 347,8 тыс. человек (на 1 мая 2021 года), сконцентрирован значительный экономический потенциал — различные промышленные предприятия, большой железнодорожный узел, строительный комплекс, система коммунального хозяйства, а также транспортные компании.
Промышленность представлена 115 предприятиями 10 отраслей. Наиболее развиты химическая промышленность — 60,4 %, машиностроение и металлообработка — 18,3 %, пищевая промышленность — 14,7 %, промышленность строительных материалов — 4,1 %. Промышленными предприятиями района за 2020 год реализовано продукции на сумму 9 776,7 млн гривен (3,4 % от общего объема реализации промышленной продукции в целом по Киеву).

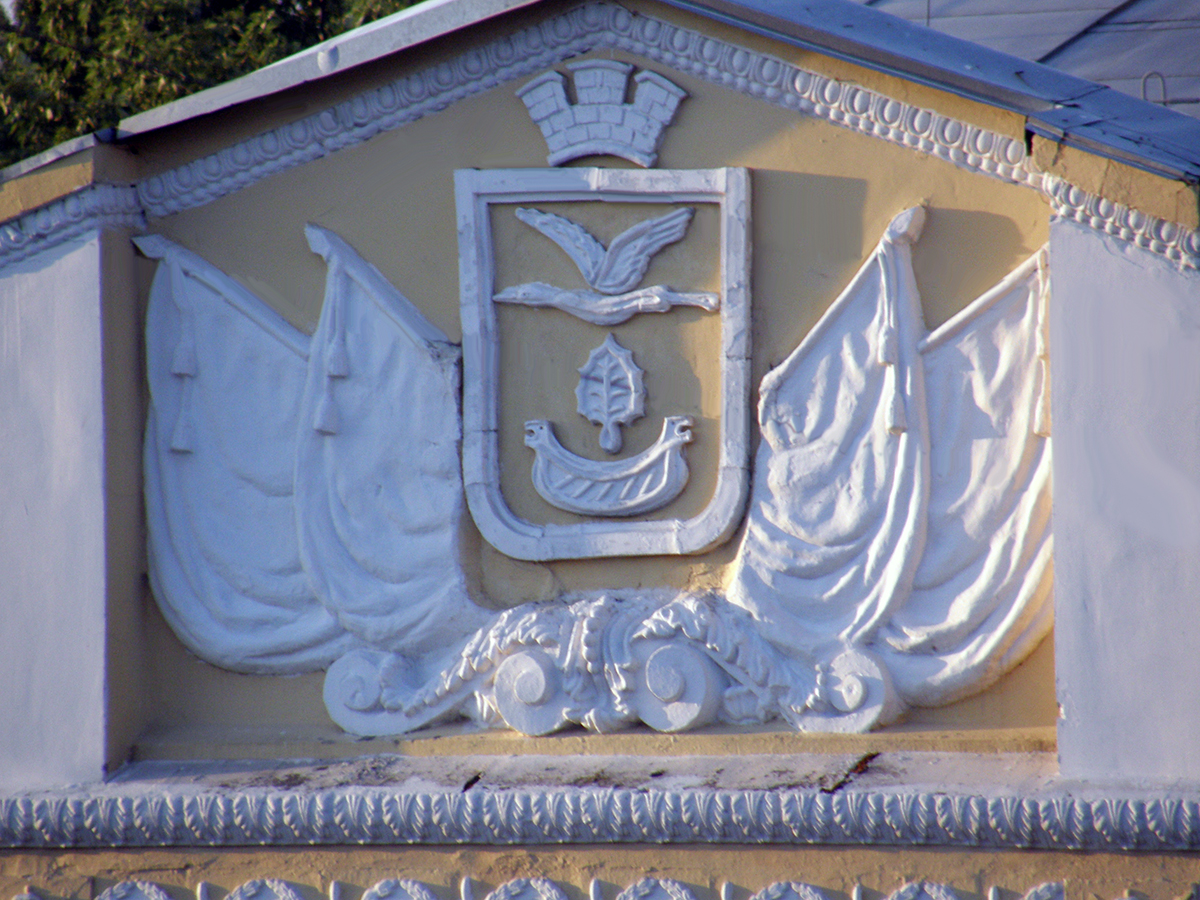
Герб района на доме культуры «Дарница»

### Предприятия Дарницкого района
Крупнейшие бюджетообразующие предприятия Дарницкого района по итогам статистического анализа 2011 года:
- ЧАО «Фармацевтическая фирма Дарница»;
- ООО СП «Голография»;
- Хлебокомбинат № 11 ГП АО «Киевхлеб»;
- ООО «Знак»;
- ООО «Олбризсервис»;
- ООО «ИТАК»;
- ОАО «Элмиз»;
- ООО «Дольче Вита»;
- ООО «Нокан Медіа Груп».

## Население

### Языковой состав
Родной язык населения по данным переписи 2001 года:
| Язык       | Численность, чел. | Доля     |
| ---------- | ----------------- | -------- |
| Украинский | 218 956           | 77,91 %  |
| Русский    | 57 699            | 20,53 %  |
| Другое     | 4369              | 1,56 %   |
| Итого      | 281 024           | 100,00 % |

## История

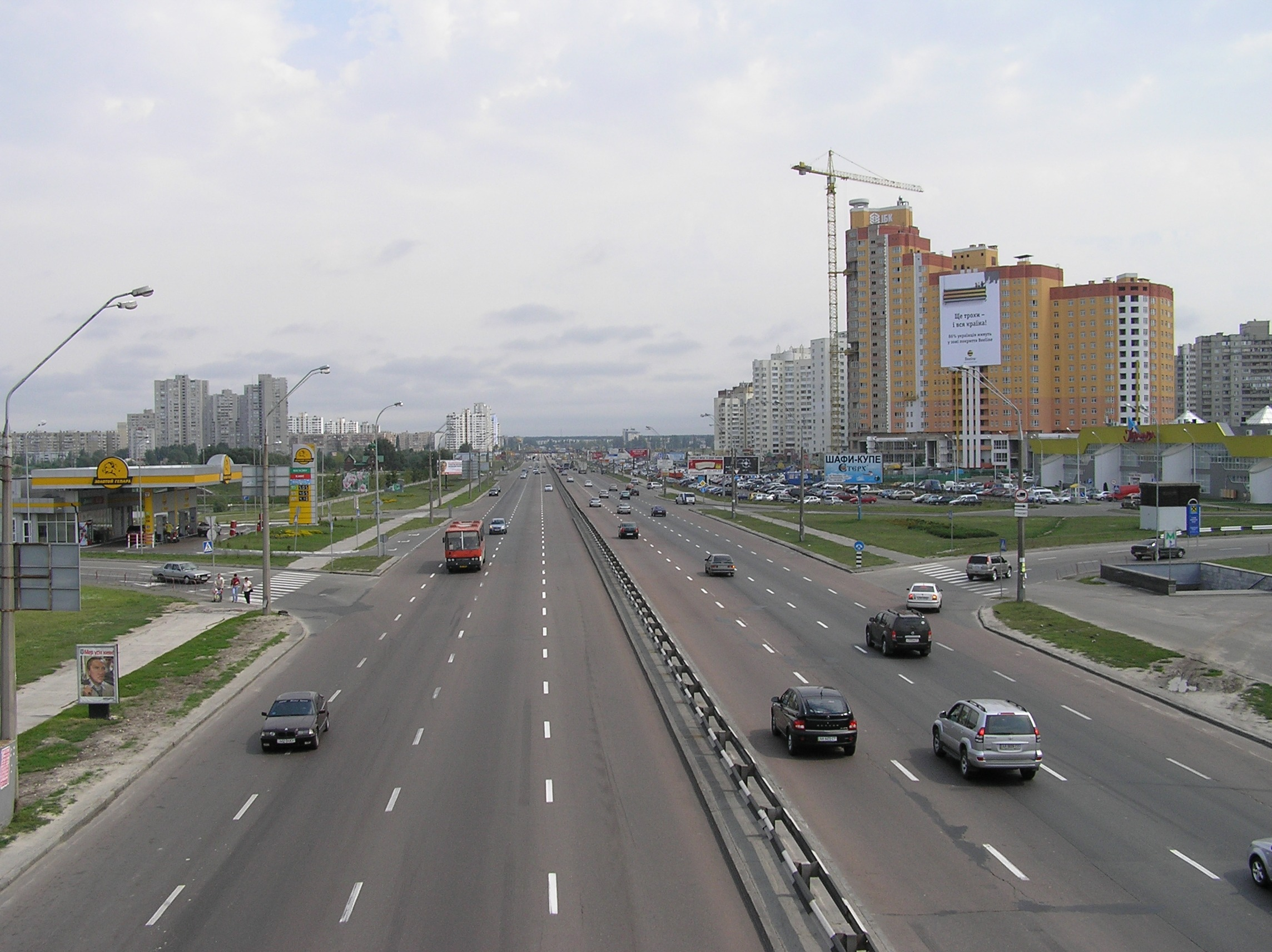
Проспект Бажана

С давних времен известны поселения на территории современного Дарницкого района. Так, в районе Никольской слободки, около озера Святище, ещё в IV—III тысячелетиях до нашей эры существовали неолитические поселения, а в III—II тысячелетиях до нашей эры тут проживали люди, которые принадлежали к зарубинецкой культуре.
Первым официальным упоминанием про Дарницу считается 1509 год, когда в древних славянских рукописях появилось упоминание про то, что великий князь Литовский подарил Никольско-Пустынному монастырю участок берега на реке Дарница, в 1694 году царевичи Иоанн и Пётр (Алексеевичи) своею грамотою подтвердили принадлежность этих земель Киево-Печерскому монастырю, где они именуются как Дарница.
С начала XX века до 1923 года Дарница была территорией Никольско-Слободской волости Остёрского уезда Черниговской губернии. 
С 1923 по 1927 год Дарница входила в состав Броварского района Киевского округа, а с марта 1927 года непосредственно подчинена Киевскому горсовету и входила в состав Петровского (Подольского) района.
Очень интересное место — Никольская Слободка. Здесь были обнаружены следы пребывания человека в IV—III тыс. до н. э. Слободка возникла в конце XV в. Название происходит от Свято-Никольского пустынного монастыря. В 1910 году здесь насчитывалось 11881 человек, жилых домов — 1313, промышленных предприятий — 10, магазинов — 26, ресторанов, чайных, лавок — 20. В 1919 году Слободка была выделена в отдельный (XX) киевский район.
Согласно решению сессии Дарницкого районного совета, днём «рождения» района считается 3 мая 1935 года, когда была создана одноимённая самостоятельная административная единица.
До 1917 года на территории Дарницы проживало около шести тысяч человек, а в 1969 году население превышало 500 тысяч человек. Таким образом это был крупнейший район Киева — и по населению, и по промышленному потенциалу. Согласно Постановлению Президиума Верховного Совета УССР 23 мая 1969 года создан новый район — «Днепровский».
Состав района — Старая Дарница (поселок «ДВРЗ») и Соцгородок, Воскресенка; массивы Левобережный (Никольская Слободка), Русановка, Березняки, Радужный; Гидропарк и Труханов остров.